# Linia kolejowa nr 932
Linia kolejowa nr 932 – linia kolejowa łącząca stację towarową Olendry ze stacją towarową Jeziórko.

## Historia
Linię otwarto w 1973 r., a w 1999 roku ruch na niej został zamknięty. Została całkowicie zlikwidowana w 2005 r.

## Infrastruktura

### Połączenia z innymi liniami
| punkt   | linia | linia    | linia     | źródło |
| punkt   | numer | kierunek | status    | źródło |
| ------- | ----- | -------- | --------- | ------ |
| Olendry | 80    | Furmany  | nieczynna | [ 3 ]  |
| Olendry | 84    | Grębów   | nieczynna | [ 4 ]  |
| Stale   | 71    | Rokita   | nieczynna | [ 5 ]  |
| Klewiec | 70    | Nagnajów | nieczynna | [ 6 ]  |

### Punkty eksploatacyjne
| Rodzaj i nazwa               | Liczba krawędzi peronowych | Infrastruktura           |
| ---------------------------- | -------------------------- | ------------------------ |
| stacja towarowa Olendry      | 0                          | nieczynna lokomotywownia |
| posterunek odgałęźny Stale   | 0                          |                          |
| posterunek odgałęźny Klewiec | 0                          |                          |
| stacja towarowa Jeziórko     | 0                          |                          |